# K-Solo

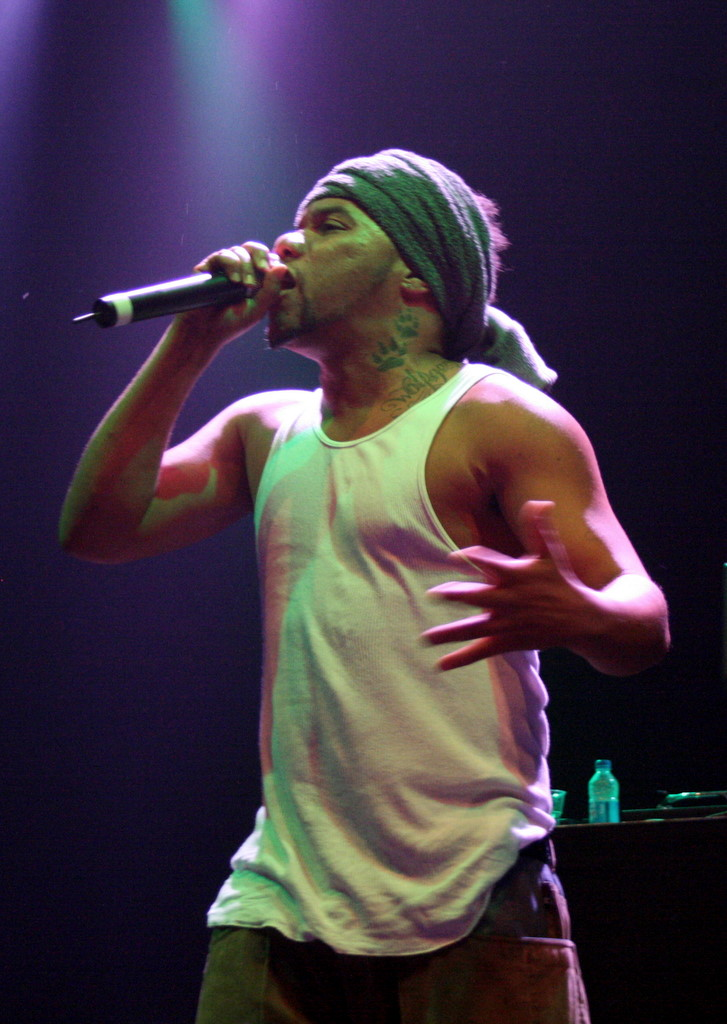
K-Solo

K-Solo (* 17. April 1968), auch bekannt als Kevin Self Organization Left Others (bürgerlich Kevin Madison) ist ein US-amerikanischer Rapper aus Brentwood, Long Island, New York, bekannt vielleicht für seinen Reimstil, Wörter im Text zu buchstabieren. Aufgewachsen mit EPMDs Parrish Smith war er gemeinsam mit Redman, Das EFX und EPMD ein Mitglied der Hit Squad Familie. Seinen ersten Gastauftritt hatte K-Solo 1989 auf EPMDs „Unfinished Business“ in dem Titel „Knick Knack Patty Wack“.
1990 veröffentlichte er sein erstes Solo-Album „Tell The World My Name“ bei Atlantic Records. Sein zweites Album „Time's Up“ folgte zwei Jahre später. In der Zeit tourte er gemeinsam mit der Hit Squad und machte sich einen Namen als hervorragender Live-MC.
Später folgte der vorläufige Austritt K-Solos aus der Hit Squad.
K-Solo ging dann irgendwann in den Westen der USA und unterschrieb bei Death Row Records. Er nahm 1996 ein Album auf, welches aber nie veröffentlicht wurde. Bis heute kann K-Solo noch einige Maxi-Singles und Gastauftritte vorweisen.

## Diskografie

### Alben
- 1990: Tell The World My Name (Atlantic Records)
- 1992: Time's Up (Atlantic Records)

### Singles
- 1989: Your Mom's In My Business (Atlantic Records)
- 1990: Fugitive (Atlantic Records)
- 1990: Spellbound b/w Real Solo - Please Stand Up (Atlantic Records)
- 1992: Letterman (Atlantic Records)
- 1998: Excalibur b/w System (White Label)
- Wolf Tickets b/w Here We Come (Waste Management)

### Gastauftritte
- 1989 EPMD - „Knick Knack Patty Wack“ feat. K-Solo - Fresh Records
- 1992 EPMD - „Headbanger“ feat. Redman & K-Solo - Rush Associated Labels
- 1996 Redman - „It’s Like That (My Big Brother)“ - feat. K-Solo - Def Jam Records
- 1996 Stezo - „Time Ta Blow Ya Mine b/w Tension Off The Chest“ feat. K-Solo - E&R
- 2003 PMD - „Buck Wild b/w Back To Work“ feat. Fat Joe & K-Solo - Solid Records